# Ernst de Munnich
Ernst de Munnich, né en 1707 et mort en 1788, fut un comte, diplomate, Grand-maréchal de la Cour de Russie, ministre du commerce, et fondateur du Musée de l'Ermitage.

## Sa famille
Ernst de Munnich est le fils de Burckhardt de Munnich et de Christiane Lucretia von Witzleben (de).

## Biographie
Ernst de Munnich reçoit une instruction. Il est un spécialiste en économie politique, un jurisconsulte, parle plusieurs langues couramment, a de grandes connaissances en histoire et en philosophie[réf. nécessaire]. Il est diplomate à Turin et Paris. Puis il devient tout d'abord Gentilhomme de la chambre, puis chambellan de l'Impératrice Anne Ire de Russie. Ernst de Munnich est Grand-maréchal de la Cour.

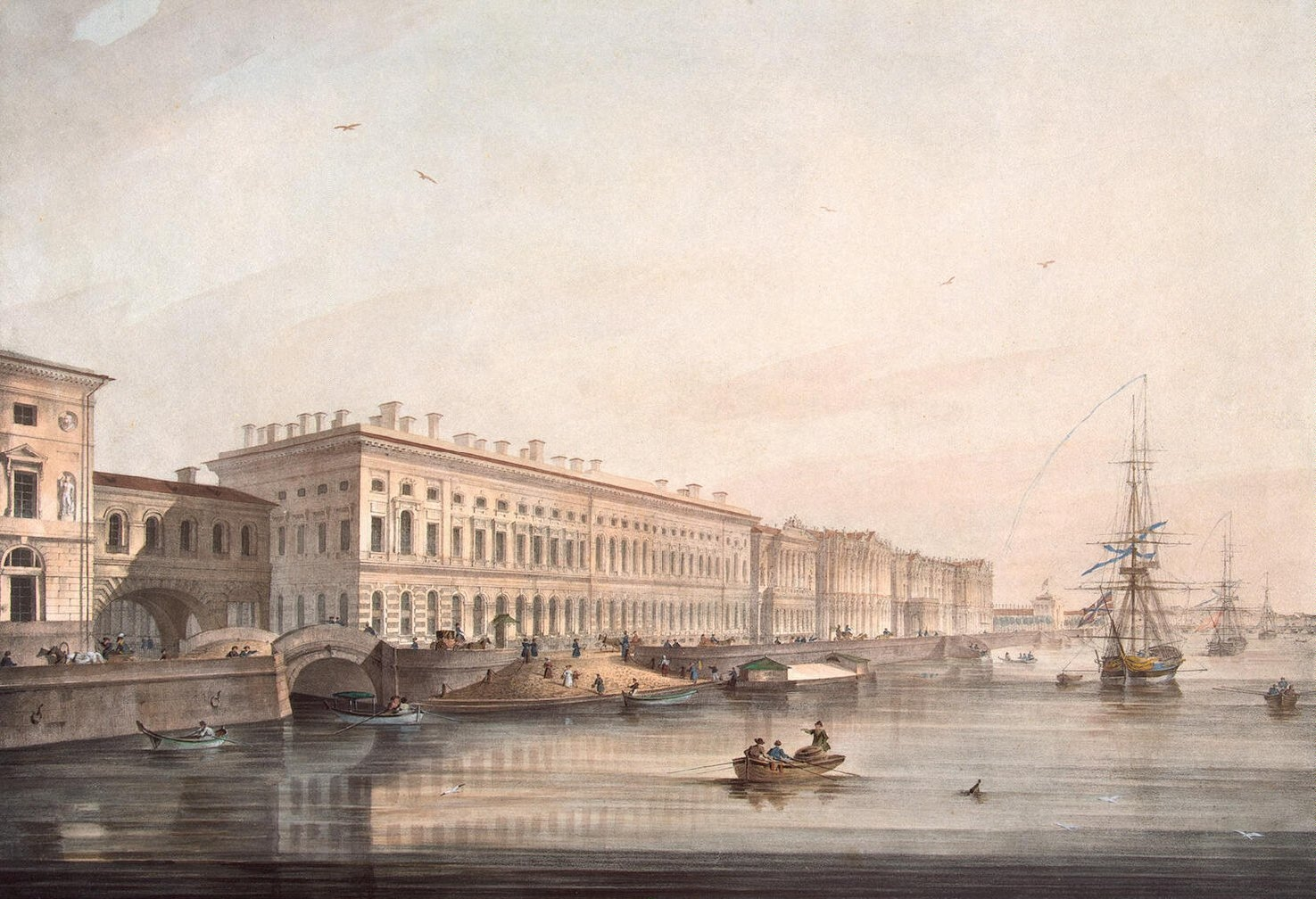
Son rôle de fondateur du Musée de l'Ermitage reste son titre de gloire

Disgracié en même temps que son père en 1742, il est rappelé par Catherine II de Russie. Ernst de Munnich est membre du ministère du Commerce, président du collège du commerce (1763-1773), président de la commission du commerce (1766-1779) et directeur des douanes (1763-1784). Catherine II de Russie pense à lui à propos de l'Ermitage : J'ai dit : Bon Dieu! la foire a changé de place! Il faudra que le comte de Munnich établisse la douane là où était le théâtre de l'Ermitage. 
Catherine II de Russie le nomme ministre du commerce. Il le reste de 1774 à 1788, aidé par Nikita Iwanowitsch Panine, Galitzine, et Teplov. Finalement la Tsarine l'emploie principalement à la constitution du Musée de l'Ermitage, dont il tient lui-même le catalogue des œuvres, durant les  premières années. Et bien qu'il signe en 1766 un traité de commerce entre la Russie et l'Angleterre, son rôle de fondateur du Musée de l'Ermitage restera son titre de gloire. Ernst de Munnich tient lui-même le catalogue des œuvres durant les dix premières années et ce document restera une référence indispensable dans les années qui suivront.[réf. nécessaire]
Le comte Ernest de Munnich devient le Conseiller privé de l'impératrice, chevalier de l'Ordre de Saint-Alexandre Nevski et de l'Ordre de l'Aigle blanc de Pologne.
Il se marie avec Anne-Dorothée de Mengden qui intervient auprès de la Tsarine pour que son futur beau-père ne soit pas déporté. Ernst de Munnich est le père du général-major Ernst Gustave de Munnich (1745-1812) et Anna Ulrika de Munnich, mère de Barbara Juliane von Krüdener.